# 삼성 갤럭시 J6
삼성 갤럭시 J6(Samsung Galaxy J6)은 삼성전자에서 제조, 판매하는 안드로이드 기반의 스마트폰으로 LG U+, 자급제로 사용할 수 있다.
베젤리스에 가까운 디자인을 채택하고 sAMOLED 18.5:9 디스플레이를 채용한, J시리즈 가운데 최초의 전화기이다.

## 같이 보기
- 삼성 갤럭시
- 삼성 갤럭시 J 시리즈
- 삼성 갤럭시 J4 Core
- 삼성 갤럭시 J5 (2017)